# Campo Elías (Bruzual)
Pour les articles homonymes, voir Campo Elías.
Campo Elías est l'une des deux divisions territoriales et statistiques dont l'unique paroisse civile de la municipalité de Bruzual dans l'État d'Yaracuy au Venezuela. Sa capitale est Campo Elías.

## Géographie

### Démographie
Hormis sa capitale Campo Elías, la division territoriale et statistique possède plusieurs localités :
- Alto del Río
- Campo Elías
- Cocuaima
- El Copey
- La Grillera
- La Virgen
- Los Colorados (partagé avec la subdivision de Capitale Bruzual)
- Palo Grande
- Poapoa
- San Ramón
- Teteiba